# Amerikaanse auto in 1933
Dit artikel geeft een overzicht van alle Amerikaanse personenwagens geproduceerd in 1933 door een significante autoconstructeur. De auto's staan alfabetisch gerangschikt per merk. Hier staan enkel Amerikaanse merken, ongeacht of ze eigendom zijn van een niet-Amerikaans concern. Ook gaat het om constructeurs die algemeen bekend zijn met auto's die algemeen voor het publiek verkrijgbaar zijn. 
| Buick |                  | concern:               | General Motors Verenigde Staten |
| Buick | divisie:         |                        |                                 |
| Buick | merk:            | Buick Verenigde Staten |                                 |
| Buick | model:           | Series 40 /50/60/80/90 |                                 |
| Buick | einde productie: | 1935                   |                                 |
| Buick | productieaantal: | 156.920                |                                 |

| Franklin |                  | concern:                  | Onafhankelijk |
| Franklin | divisie:         |                           |               |
| Franklin | merk:            | Franklin Verenigde Staten |               |
| Franklin | model:           | 16-B                      |               |
| Franklin | einde productie: | 1933                      |               |
| Franklin | productieaantal: | ?                         |               |

| Duesenberg |                  | concern:                    | Onafhankelijk |
| Duesenberg | divisie:         |                             |               |
| Duesenberg | merk:            | Duesenberg Verenigde Staten |               |
| Duesenberg | model:           | Model SSJ                   |               |
| Duesenberg | einde productie: | 1936                        |               |
| Duesenberg | productieaantal: | ?                           |               |

| Packard |                  | concern:                                | Onafhankelijk |
| Packard | divisie:         |                                         |               |
| Packard | merk:            | Packard Verenigde Staten                |               |
| Packard | model:           | Super 8 (1003/1004/1103-1105/1203-1205) |               |
| Packard | einde productie: | 1935                                    |               |
| Packard | productieaantal: | ?                                       |               |

| Pierce-Arrow |                  | concern:                      | Studebaker Verenigde Staten |
| Pierce-Arrow | divisie:         |                               |                             |
| Pierce-Arrow | merk:            | Pierce-Arrow Verenigde Staten |                             |
| Pierce-Arrow | model:           | 836                           |                             |
| Pierce-Arrow | einde productie: | 1933                          |                             |
| Pierce-Arrow | productieaantal: | ?                             |                             |

| Pierce-Arrow |                  | concern:                      | Studebaker Verenigde Staten |
| Pierce-Arrow | divisie:         |                               |                             |
| Pierce-Arrow | merk:            | Pierce-Arrow Verenigde Staten |                             |
| Pierce-Arrow | model:           | 1242                          |                             |
| Pierce-Arrow | einde productie: | 1938                          |                             |
| Pierce-Arrow | productieaantal: | ?                             |                             |

| Pierce-Arrow |                  | concern:                      | Studebaker Verenigde Staten |
| Pierce-Arrow | divisie:         |                               |                             |
| Pierce-Arrow | merk:            | Pierce-Arrow Verenigde Staten |                             |
| Pierce-Arrow | model:           | Silver Arrow                  |                             |
| Pierce-Arrow | einde productie: | 1938                          |                             |
| Pierce-Arrow | productieaantal: | ?                             |                             |

| Plymouth |                  | concern:                  | Chrysler Verenigde Staten |
| Plymouth | divisie:         |                           |                           |
| Plymouth | merk:            | Plymouth Verenigde Staten |                           |
| Plymouth | model:           | Standard                  |                           |
| Plymouth | einde productie: | 1935                      |                           |
| Plymouth | productieaantal: | ?                         |                           |

| Studebaker |                  | concern:                    | Onafhankelijk |
| Studebaker | divisie:         |                             |               |
| Studebaker | merk:            | Studebaker Verenigde Staten |               |
| Studebaker | model:           | Land Cruiser                |               |
| Studebaker | einde productie: | 1954                        |               |
| Studebaker | productieaantal: | ?                           |               |